# La Fille du gardien de phare
Pour plus de détails, voir Fiche technique et Distribution.
La Fille du gardien de phare (titre original : La rossa) est un melodramma strappalacrime italien réalisé par Luigi Capuano, sorti en 1955.

## Synopsis
Amalia, une belle et éclatante jeune fille surnommée « la Rousse », revient dans son village après l'avoir quitté des années plus tôt pour Paris et avoir épousé, selon son père, un homme riche.
En réalité, Amalia n'est pas mariée et son prétendu riche époux, Pierre Dupont, n'est autre qu'un malfrat français qui assure toutefois à la jeune fille un certain confort financier. Avant de partir pour la France, Amalia s'est fiancée à Salvatore, un humble pêcheur du village, qui a cependant maintenant une femme, Maria, qui aide son mari en travaillant comme couturière à la maison, et une fille, Carmelina. Amalia commence à approcher plusieurs pêcheurs qui possèdent un bateau, mais elle est toujours rejetée à cause de sa réputation de femme qui ne donne rien pour rien.
Lors d'un contrôle des carabiniers chez la Rouquine, afin de comprendre la raison de la présence d'Amalia dans le village et l'origine de sa richesse, le brigadier prévient la jeune fille qu'il savait comment elle subvenait à ses besoins avant même son départ pour Paris. Seul son père, le gardien de phare, semble vouloir ignorer la réalité. Une fois que carabiniers se sont éloignés, Amalia accuse son père de l'avoir toujours laissée seule, sans mère, au milieu d'hommes qui la désiraient et de s'être enivré en dépensant l'argent qu'elle lui donnait sans jamais lui demander comment elle l'avait obtenu. Entre-temps, Pierre, le supposé mari de la Rousse, arrive incognito au village, car il est recherché pour un important vol de bijoux à Paris, et Amalia, sa maîtresse et complice, l'aide à se cacher.
Entre-temps, la jeune fille parvient à se rapprocher de la famille de Salvatore, gagnant l'affection de sa petite fille en lui offrant plusieurs cadeaux, provoquant la jalousie de Maria, qui est également tourmentée par le fait qu'elle ne peut donner à Salvatore un fils, qu'il désire ardemment, en raison de sa santé précaire.
Amalia parvient à convaincre Salvatore de passer une nuit à pêcher ensemble sur son bateau. Lors de la pêche, se souvenant du bon vieux temps, ils s'embrassent. À cette occasion, Amalia dit au pêcheur qu'elle est toujours amoureuse de lui et qu'elle ne l'a jamais oublié, et lui propose de s'enfuir ensemble, afin qu'ils puissent avoir un meilleur avenir, en échappant à la vie de misère qui l'attendrait s'il restait au village avec Maria. Salvatore accepte, plus pour donner un meilleur avenir à sa fille Carmelina. En réalité, Amalia veut seulement utiliser le bateau de Salvatore pour s'enfuir avec son amant Pierre et refaire sa vie avec lui à l'étranger, grâce à l'argent des bijoux qu'ils ont volés à Paris, se servant ainsi du pêcheur naïf, qui est facilement tombé dans son piège, avec le mirage d'une vie de confort et de richesse.
Pendant ce temps, Maria, qui est malade, découvre qu'elle attend un enfant, peut-être le garçon tant désiré, mais le médecin l'avertit que la grossesse, en raison de sa mauvaise santé, pourrait lui être fatale. La jeune femme décide quand même de la mener à terme, incapable de prendre la vie de son enfant et prête à sacrifier la sienne ; De plus, elle est confrontée à la jalousie croissante d'Amalia, alimentée par les rumeurs du village concernant une liaison entre son mari et la Rousse, mais lors d'une confrontation entre les deux femmes, elle rassure Maria, lui disant qu'elle n'a pas l'intention de lui enlever son mari (ne révélant évidemment rien sur ses véritables intentions).
Lors d'une rencontre avec Amalia, Pierre révèle à la femme qu'il a l'intention, une fois qu'ils se seront enfuis ensemble, de tuer Salvatore, en simulant un accident en mer, car il serait trop compromettant de le laisser en vie, puisque ce dernier pourrait les faire chanter tous les deux à l'avenir, et qu'il ne veut pas non plus partager avec lui l'argent du vol des bijoux. La Rousse consent au plan de son amant.
Salvatore, prévenu par sa mère et son ami fraternel Giacomo des ragots qui circulent sur lui et la Rousse, fait une scène dans la famille, allant jusqu'à frapper le pauvre Giacomo devant Maria et Carmelina. La nuit, le temps se gâte et, en théorie, les pêcheurs ne sont pas censés sortir en mer. Mais comme c'est la nuit du voyage d'évasion, Salvatore dit à Maria qu'elle doit sortir. Une fois dehors, Giacomo montre à Salvatore un journal étranger qui lui ouvrira les yeux sur les véritables intentions d'Amalia et le fera revenir à la raison, réalisant au contraire la sincérité de l'amour de sa femme. Sur la plage, Salvatore rend l'argent à la Rousse en lui disant de quitter le village au plus vite avec Pierre s'ils ne veulent pas être dénoncés. Cela dit, il part pour une nuit de pêche.
Amalia, décontenancée, se rendant compte qu'elle n'a plus aucune influence sur Salvatore, se venge en éteignant le phare au moment où une tempête fait rage en mer. Giacomo voit Amalia descendre du phare éteint et connaissant l'esprit pervers de la Rouquine, il pressent le danger et tente de grimper jusqu'au phare pour le rallumer, mais il est pris de court par la Rousse qui tombe du phare dans la bagarre, mourant peu après dans les bras de son père, toujours ignorant des intentions de sa fille. Entre-temps, Maria arrive également, qui grimpe jusqu'au phare et le rallume, permettant ainsi à Salvatore de regagner la rive et de se sauver.
Giacomo informe le père d'Amalia de ce qui s'est passé, mais celui-ci, fou de douleur, affirme que sa fille est tombée du phare en tentant de le rallumer. Salvatore, informé par Giacomo de la mort de la Rousse, répète les paroles de son père, car il estime inutile de salir la mémoire d'une morte.
Pierre sera arrêté le lendemain par les carabiniers, grâce à des informations reçues la nuit par le pêcheur.
La paix revient au village et à la famille de Salvatore, réjouie par la naissance de l'enfant mâle tant désiré, sans aucune conséquence pour Maria qui, au contraire, retrouve miraculeusement sa pleine santé.

## Fiche technique
- Titre français : La Fille du gardien de phare[1]
- Titre original italien : La rossa[2]
- Réalisateur : Luigi Capuano
- Scénario : Luigi Capuano, Mario Volpe, Luigi Cioffi
- Photographie : Giuseppe La Torre
- Montage : Jolanda Benvenuti (it)
- Musique : Michele Cozzoli
- Décors : Alfredo Montori (it)
- Producteur : Fortunato Misiano
- Société de production : Romana Film (it)
- Pays de production :  Italie
- Langue originale : italien
- Format : Noir et blanc - 1,37:1 - Son mono - 35 mm
- Durée : 94 minutes
- Genre : Melodramma strappalacrime
- Dates de sortie :
  - Italie : 16 septembre 1955
  - France : 27 janvier 1960[1]

## Distribution
- Fulvia Franco : Amalia dite « la rousse » (la Rossa en VO)
- Aldo Bufi Landi : Salvatore
- Virna Lisi : Maria, la femme de Salvatore
- Riccardo Garrone : Pierre Dupont
- Beniamino Maggio : Coccinelle
- Franco Ricci Gennaro
- Anna Arena : Rosa
- Giacomo Furia Giacomo
- Natale Cirino : Mariano
- Lia Reiner : Carmela
- Ignazio Balsamo : brigadier
- Dina De Santis : fabricant de cigares
- Elena Sedlak : danseuse à la discothèque
- Paolo Gozlino : danseur à la discothèque
- Nunzio Gallo : chanteur
- Gianni Lupoli : chanteur